# Комыч
Комыч — река в России, протекает в Верхнекамском районе Кировской области. Устье реки находится в 76 км по правому берегу реки Порыш. Длина реки составляет 30 км.
Исток реки в лесах тремя километрами южнее деревни Южаки. В верхнем течении течёт на запад, затем разворачивается на север и северо-восток. Всё течение проходит по ненаселённому лесному массиву. Притоки — Чумкасница, ручей Комыч (левые); Стрелкова (правый). Впадает в Порыш рядом с устьем реки Мысыч в 10 км к северо-западу от деревни Южаки.

## Данные водного реестра
По данным государственного водного реестра России относится к Камскому бассейновому округу, водохозяйственный участок реки — Кама от истока до водомерного поста у села Бондюг, речной подбассейн реки — бассейны притоков Камы до впадения Белой. Речной бассейн реки — Кама.
По данным геоинформационной системы водохозяйственного районирования территории РФ, подготовленной Федеральным агентством водных ресурсов:
- Код водного объекта в государственном водном реестре — 10010100112111100001310
- Код по гидрологической изученности (ГИ) — 111100131
- Код бассейна — 10.01.01.001
- Номер тома по ГИ — 11
- Выпуск по ГИ — 1